# Conservatori e Unionisti dell'Ulster
I Conservatori e Unionisti dell'Ulster, ufficialmente registrato come Conservatori e Unionisti dell'Ulster - Nuova Forza (in inglese: Ulster Conservatives and Unionists – New Force), UCU-NF, fu un'alleanza elettorale dell'Irlanda del Nord tra il Partito Unionista dell'Ulster (UUP) e i conservatori del Partito Conservatore, anche attivo nel resto del Regno Unito. Non esistette nessun gruppo formalmente costituito con questo nome; il nome fu la descrizione registrata del UUP e del Partito Conservatore. I due partiti di separarono nel 2012.